# Carroll Shelby
Carroll Hall Shelby (Leesburg, Texas, 1923. január 11. – Dallas, Texas, 2012. május 10.) amerikai autótervező, autóversenyző, az 1959-es Le Mans-i 24 órás verseny győztese.

## Pályafutása

### Autóversenyzés
Az 1950-es években különböző autóversenyeken indult. 1954-ben a sikeres belga versenyző, Paul Frére társaként rajthoz állt a Le Mans-i 24 órás viadalon. Kettősük mindössze hetvennégy kör megtétele után kiesett a futamon.
1956-ban 10 perc 21,8 másodperces időeredménnyel új rekordot állított fel a Mount Washington hegyiversenyen.
1956-ban és 1957-ben ő lett az év autóversenyzője a Sports Illustrated magazinban.
1958-ban és 1959-ben nyolc világbajnoki, és több világbajnokságon kívüli Formula–1-es versenyen is elindult, valamint 1959-ben megnyerte a Le Mans-i 24 órást; Carroll a brit Roy Salvadorival teljesítette a távot. Sikerük az Aston Martin első győzelme volt a verseny történelmében.
1959 októbere után egészségügyi gondok miatt felhagyott az autóversenyzéssel.

### Autótervezés
Versenyzői pályafutását követően saját autósiskolát nyitott, valamint megalapította a Shelby American nevű vállalatot, amely szériaautók nagy teljesítményű sportautókká való átalakításával foglalkozik.
Különösen a Ford Motor Companyvel való kapcsolata szoros (Shelby Cobra, Shelby Mustang, Shelby Mustang GT.)

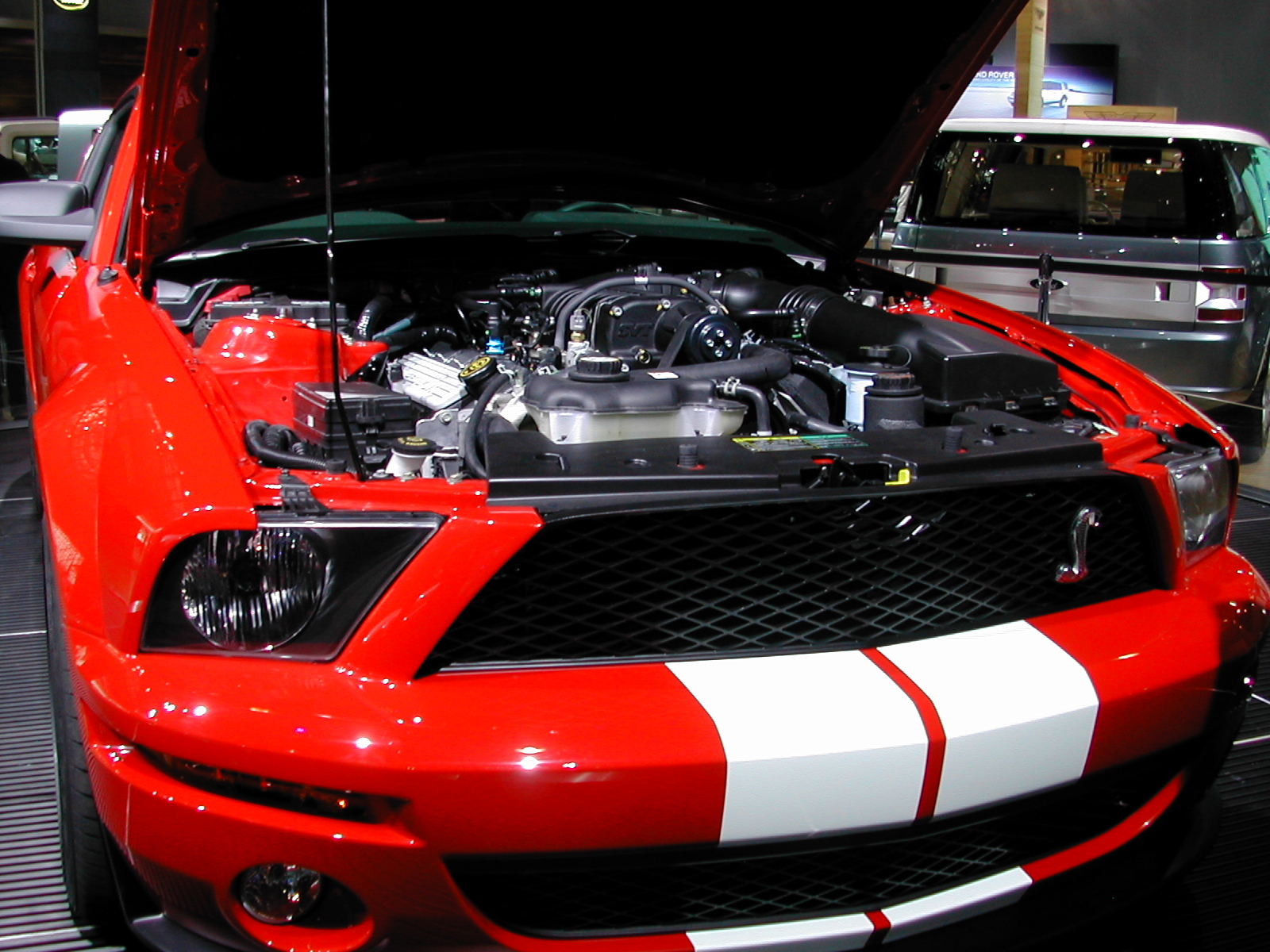
Shelby Mustang

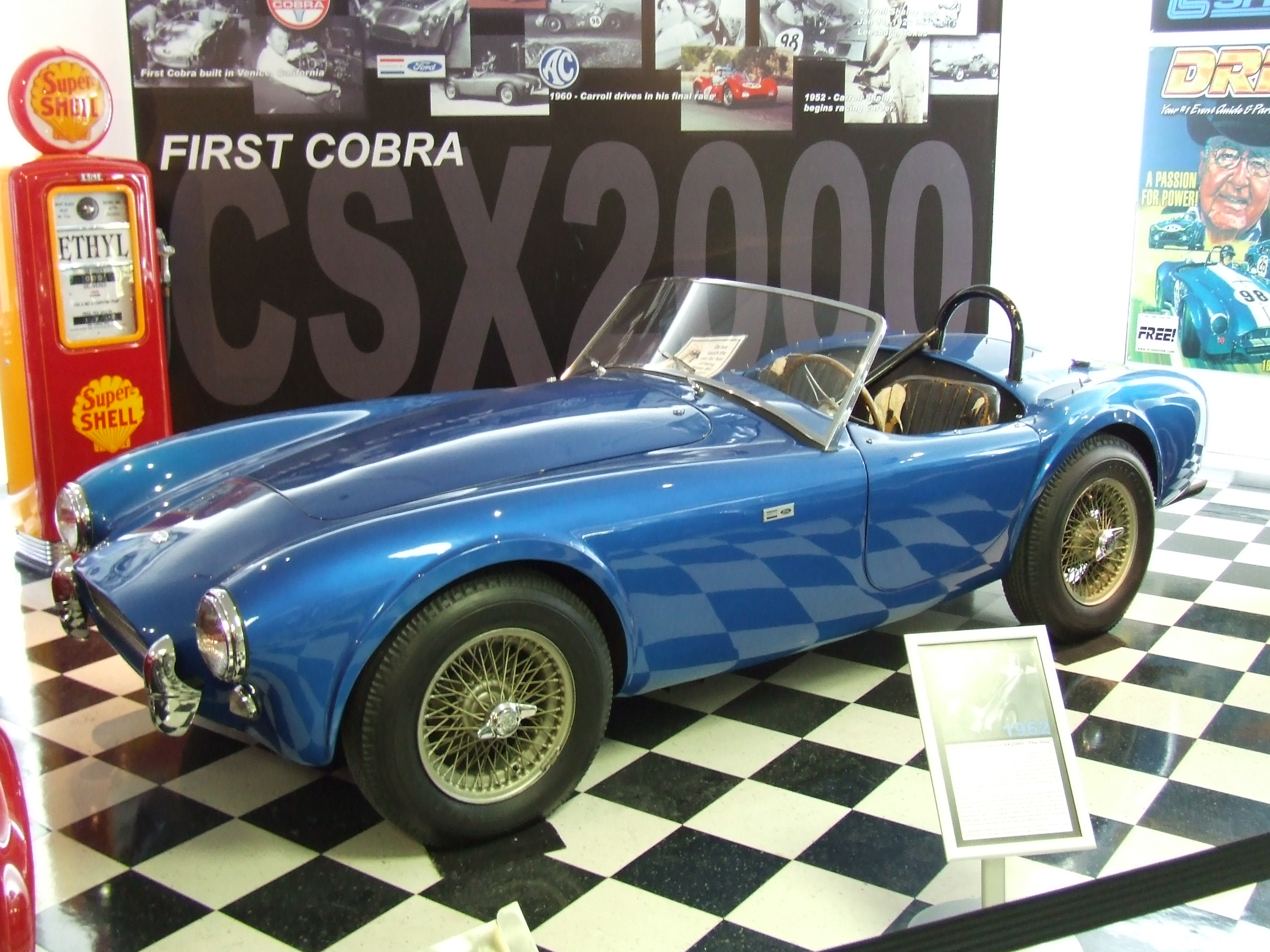
Shelby AC Cobra

Leányvállalatai a  Carroll Shelby Licensing, Inc. és a Carroll Shelby Motors Inc.
Shelby 2003-ban alapította a Carroll Shelby International nevű cégét. (Nincs kapcsolata a Shelby Supercars nevű vállalkozással.)

## Magánélete
1923. január 11-én született a Texas állambeli Leesburgban, Warren Hall Shelby és Eloise Lawrence Shelby fiaként. Hétéves korában súlyos szívbetegség alakult ki nála, ami nagy hatással volt gyerekkorára. Mire tizennégy éves lett, megoldódtak az egészségügyi problémái. Első felesége Jeanne Fields volt, akivel 1943. december 18-án házasodtak össze. Három gyermekük született. Lányuk, Sharon Anne Shelby 1944. december 27-én jött a világra, majd nem sokkal később megszületett Michael Hall (1946. november 2.) és Patrick Burke (1947. október 23.). Shelby és Fields 1960 februárjában elváltak. Carroll később újranősült. Cleo Patricia Marguerita Shelby-vel 1997. szeptember 3-án házasodtak össze.

## Eredményei
Le Mans-i 24 órás autóverseny
| Év   | Csapat                   | Autó                  | Csapattárs    | Helyezés |
| ---- | ------------------------ | --------------------- | ------------- | -------- |
| 1954 | David Brown              | Aston Martin DB3/S    | Paul Frère    | Kiesett  |
| 1959 | David Brown Racing Dept. | Aston Martin DBR1/300 | Roy Salvadori | Győzelem |

Teljes Formula–1-es eredménysorozata
(Táblázat értelmezése)

(Félkövér: pole-pozícióból indult; dőlt: leggyorsabb kört futott) 

| Év   | Csapat                  | Modell                | Motor                   | 1   | 2   | 3      | 4   | 5      | 6      | 7     | 8      | 9     | 10     | 11  | Helyezés | Pont |
| ---- | ----------------------- | --------------------- | ----------------------- | --- | --- | ------ | --- | ------ | ------ | ----- | ------ | ----- | ------ | --- | -------- | ---- |
| 1958 | Scuderia Centro Sud     | Maserati 250F         | Maserati Straight-6     | ARG | MON | NED    | 500 | BEL    | FRA Ki | GBR 9 | GER    |       | ITA 4* | MOR | -        | 0    |
| 1958 | Temple Buell            | Maserati 250F         | Maserati Straight-6     |     |     |        |     |        |        |       |        | POR 9 |        |     | -        | 0    |
| 1959 | David Brown Corporation | Aston Martin DBR4/250 | Aston Martin Straight-6 | MON | 500 | NED Ki | FRA | GBR Ki | GER    | POR 8 | ITA 10 | USA   |        |     | -        | 0    |

* Nem kapott világbajnoki pontokat. A távot Masten Gregory-vel közösen teljesítette.

## Mozifilm
2019 novemberében mutatták be Az aszfalt királyai (Ford v Ferrari) című – a Ford és a Ferrari 1966-os Le Mans-i csatáját mutatja be – mozifilmet, amiben Carrollt Matt Damon alakítja.

## Fordítás
- Ez a szócikk részben vagy egészben  a   Carroll Shelby című angol Wikipédia-szócikk fordításán alapul.  Az eredeti cikk szerkesztőit annak laptörténete sorolja fel. Ez a jelzés csupán a megfogalmazás eredetét és a szerzői jogokat jelzi, nem szolgál a cikkben szereplő információk forrásmegjelöléseként.